# Sören Gonther
Sören Gonther (* 15. Dezember 1986 in Schrecksbach) ist ein ehemaliger deutscher Fußballspieler.

## Karriere

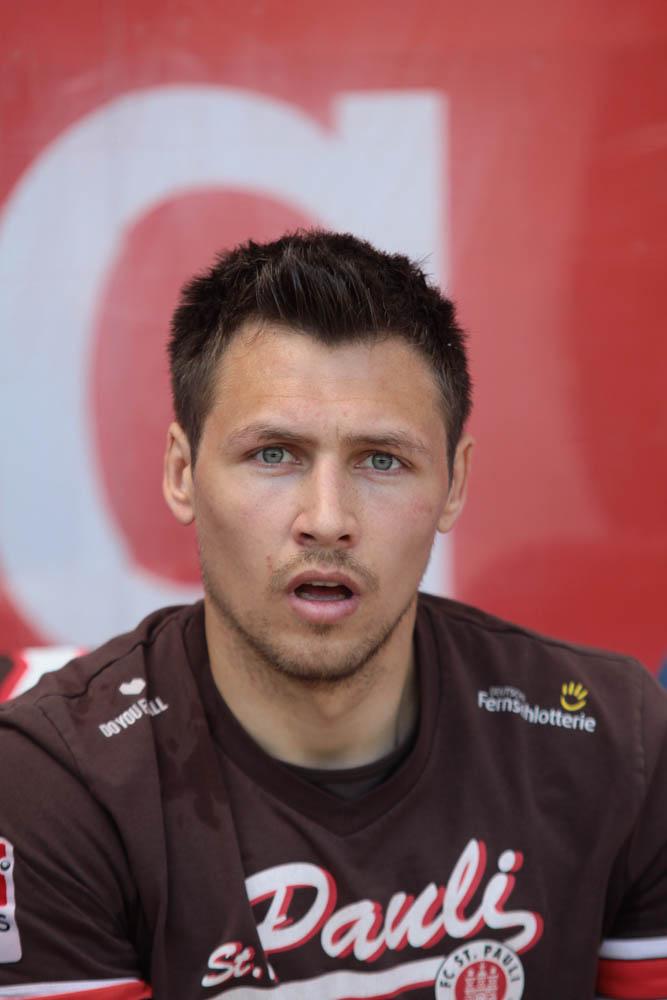
Sören Gonther (2013)

Gonther spielte in der Jugend für Jahn Treysa, den VfB Schrecksbach und den KSV Hessen Kassel. Von 2004 bis 2007 spielte er beim KSV Baunatal in der Oberliga Hessen. Zur Saison 2007/08 wechselte er zum Zweitligisten SC Paderborn 07. Am 3. Februar 2008 absolvierte er seinen ersten Profi-Einsatz beim Spiel gegen Kickers Offenbach in der Startaufstellung. Danach entwickelte sich der rechte Verteidiger zum Stammspieler. Dem Abstieg am Ende der Saison folgte im Jahr darauf der direkte Wiederaufstieg, in dem er verletzungsbedingt nur zu 22 Einsätzen kam. In den folgenden beiden Jahren war Gonther dann wieder in der Abwehr der Paderborner gesetzt. Im Februar 2012 zog er sich einen Kreuzbandriss zu und fiel den Rest der Saison aus.
Trotz Gonthers Verletzung verpflichtete ihn der FC St. Pauli ab dem 1. Juli 2012. Er unterschrieb einen Zweijahresvertrag bis zum 30. Juni 2014. In der Vorbereitung auf die neue Saison verletzte er sich jedoch erneut schwer am Kreuzband und verpasste fast die komplette Spielzeit. Am 12. Mai 2013, dem vorletzten Spieltag der Saison 2012/13, gab er sein Debüt im St.Pauli-Trikot beim 5:1-Sieg gegen den Bundesligaaufsteiger Eintracht Braunschweig.
In der Saison 2013/14 war Gonther Stammspieler in der Innenverteidigung und einer der Leistungsträger des FC St.Pauli. Vor der Saison 2014/15 wurde er als Nachfolger von Fabian Boll zum Kapitän ernannt.
Zum Ende der Saison 2016/17 verließ Gonther den FC St. Pauli und unterschrieb einen Dreijahresvertrag bei Dynamo Dresden. Am 7. Spieltag der neuen Saison zog er sich zum zweiten Mal in seiner Karriere einen Kreuzbandriss zu und fiel für den Rest der Spielzeit aus.
Seinen Vertrag bei Dynamo, wo der Verteidiger nie zum Stammspieler werden konnte, löste dieser im Sommer 2019 vorzeitig auf und unterschrieb einen bis Juni 2021 gültigen Vertrag beim Zweitligakonkurrenten FC Erzgebirge Aue. Diesen verlängerte er im Juni 2021 um weitere 2 Jahre bis Juni 2023.
Seit 2022 ist Gonther als TV-Experte der 2. Bundesliga für Sky im Einsatz.
Beim KSV Hessen Kassel ist Gonther seit Mitte 2023 in der neu geschaffenen Stelle des Geschäftsführers Sport & Finanzen tätig.

## Privates
Gonther lebt in Hessen und hat drei Kinder. Er absolviert ein Fernstudium der Betriebswirtschaftslehre an der Universität in Oldenburg.

## Erfolge
- Aufstieg in die 2. Bundesliga 2009 mit dem SC Paderborn 07